# Рагнукса (река)
Рагнукса — река в России, протекает по Пудожскому району Карелии.

## Общие сведения
Исток — Рагнозеро, в 6 км юго-восточнее бывшего населённого пункта Рагнозеро. Устье реки находится в 37 км по правому берегу реки Водла, в 5 км северо-западнее Пудожа. Перед устьем пересекает шоссе А119. Длина реки составляет 48 км, площадь водосборного бассейна — 474 км².
Протекает через посёлок Рагнукса.
Притоки (от устья к истоку):
- В 1 км от устья, по левому берегу реки впадает река Большая Велмукса (с притоком — рекой Велмуксой).
- В 21 км от устья, по правому берегу реки впадает река Шундукса.
- Кукручей (правый)
- Люгручей (правый)

Также к бассейну Рагнуксы относится Аганозеро, сток из которого происходит в Рагнозеро через Агнручей и водораздельное Шалозеро, которое также является истоком реки Шалицы.

## Фотографии
|  |  |

## Данные водного реестра
По данным государственного водного реестра России относится к Балтийскому бассейновому округу, водохозяйственный участок реки — Водла, речной подбассейн реки — Свирь (включая реки бассейна Онежского озера). Относится к речному бассейну реки Нева (включая бассейны рек Онежского и Ладожского озера).
Код объекта в государственном водном реестре — 01040100412102000016975.